# Norra Ljunga kyrka
Norra Ljunga kyrka är en kyrka som räknas till Njudungskyrkorna och tillhör Sävsjö församling i Växjö stift. Kyrkan ligger i Norra Ljunga socken, fem kilometer väster om Sävsjö.

## Kyrkobyggnaden
Ursprungliga kyrkan uppfördes på 1100-talet. Vid början av 1200-talet uppfördes kyrktornet av sandsten och fältsten. Under senmedeltiden försågs kyrkorummet med kryssvalv av tegel. Utvändigt är kyrkan vit med röd dekorbård. Tornet har en trång spiraltrappa i ena hörnet. En tidigare klockstapel revs vid en renovering 1899 och kyrkklockorna flyttade upp i tornet. Men tornet klarade inte av påfrestningarna av kyrkklockorna så på 1950-talet uppfördes en ny fristående klockstapel. Trettondedag jul 1977 eldhärjades kyrkan och många unika målningar av Pehr Hörberg försvann.

## Inventarier
- Predikstolen är tillverkad på 1600-talet och har i efterhand försetts med målningar av Pehr Hörberg.

### Orgel
- En orgel byggdes 1866, tillverkad av Carl August Johansson i Broaryd Nöbbele. Orgeln är ombyggd.
- Början av 1871 skänkte f. d. kyrkvärden Johan Törnqwist från Säfsjö säteri, en orgel till församlingens kyrka värd 1 000 rdr smt.[1]
- 1934 bygger Åkerman & Lund, Sundbybergs stad en orgel med 7 stämmor.
- Den nuvarande mekaniska orgeln är byggd 1982 av Nils-Olof Berg, Nye. Fasaden är från 1860.

| Huvudverk I        | Svällverk II      | Pedal      | Koppel |
| Rörflöjt 8´        | Trägedackt 8'     | Subbas 16´ | I/P    |
| Principal 4´       | Salicional 8´     |            | II/P   |
| Italiensk flöjt 4' | Pommer 4´         |            | II/I   |
| Oktava 2'          | Waldflöjt 2'      |            |        |
| Scharf 2 chor      | Ters 1 3/5'       |            |        |
|                    | Principal 1'      |            |        |
|                    | Crescendosvällare |            |        |

## Bildgalleri

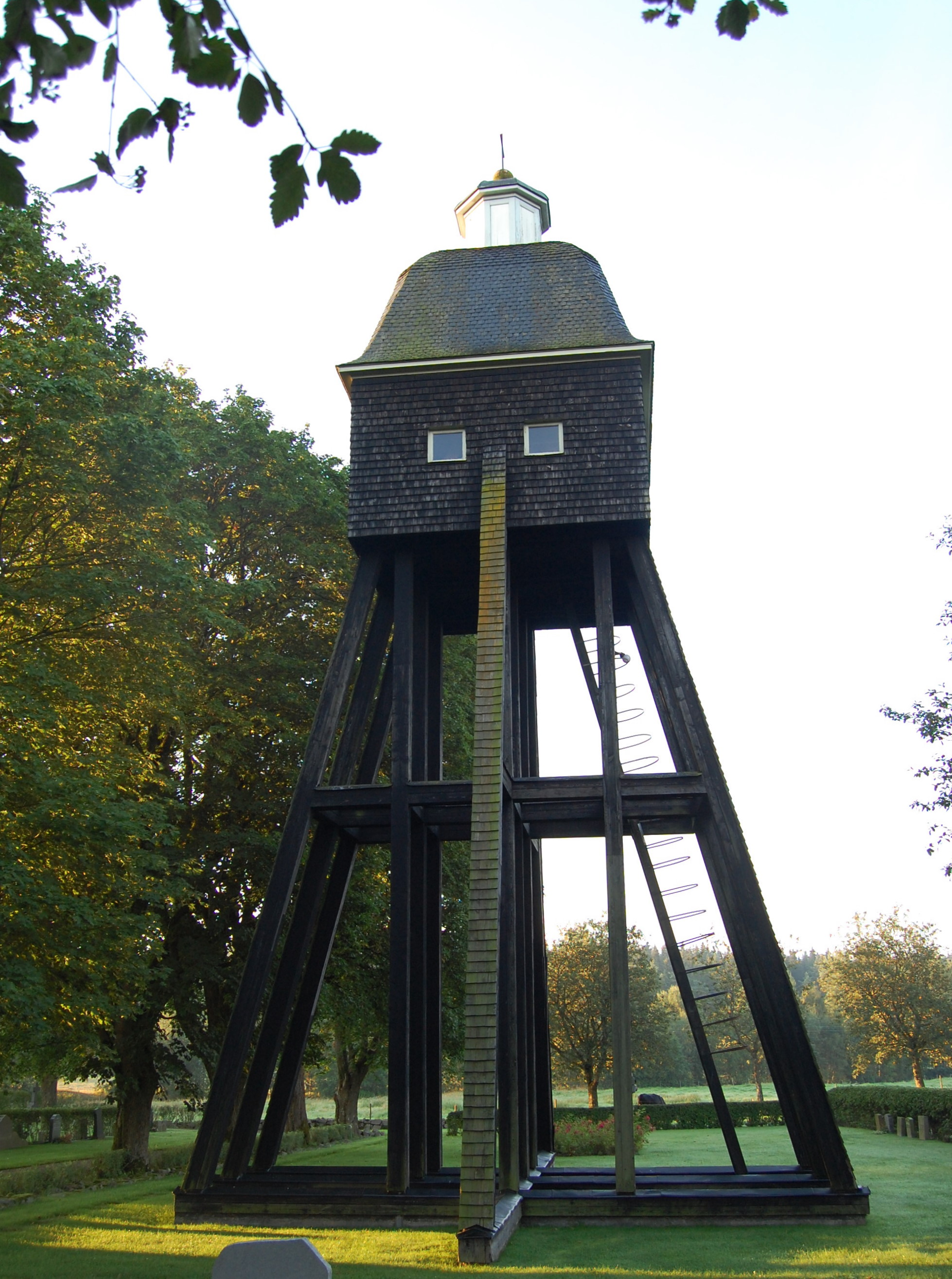
Klockstapeln
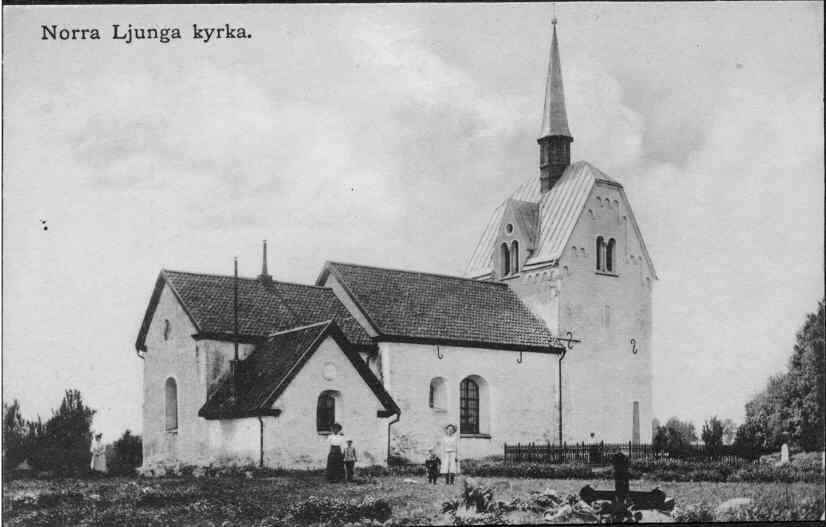
Kyrkan med tidigare tornspira
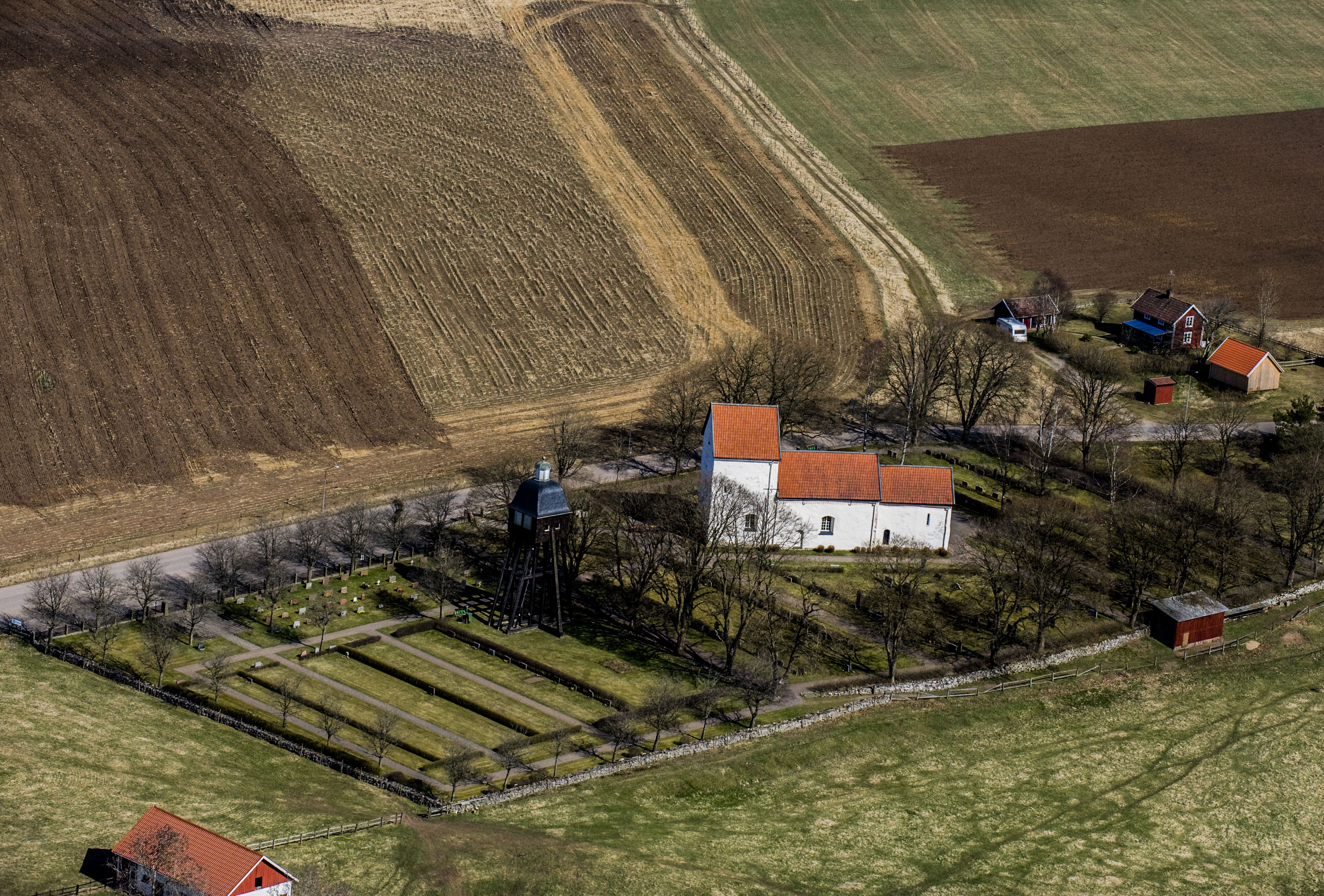
Kyrkan från ovan
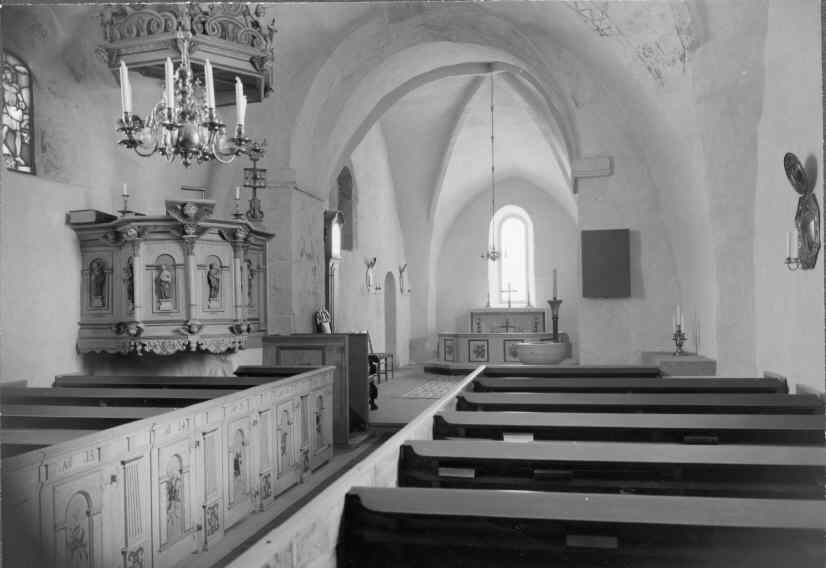
Interiör
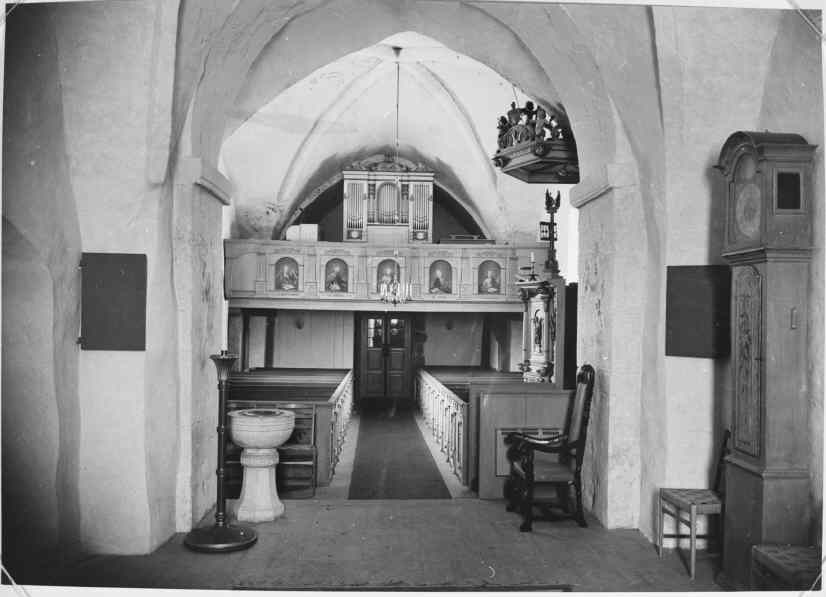
Kyrkorummet med orgelläktaren

### Webbkällor
- Carina G. Hördegård: Njudungskyrkorna, Sävsjö kommun
- Njudungskyrkorna